# 3일의 약속
《3일의 약속》은 1991년 5월 13일부터 1991년 11월 5일까지 방영된 KBS 2TV 월화 드라마이다.

## 소개
재미교포 의사 정동규의 자전적 수기를 극화한 드라마이다. 6.25 당시 어머니에게 3일 후에 돌아오겠다고 약속한 후 북한의 고향을 떠났다가 결국 30년이 넘는 세월이 흐른 뒤 어머니의 무덤 앞에서 통곡해야 했던 이산가족의 한을 그렸다.

### 한국전쟁
한국전쟁이 일어나자 지금은 꾸준히 약을 먹으면 낫는 병이지만(정성희 외 씀, 《생활과 건강》, 한국방송통신대학교출판부), 1950년에는 불치병인 폐결핵 때문에 어머니가 결혼을 반대한 첫사랑과 사별했고(당시 첫사랑은 청년인 동규가 사회생활을 할 때에 입을 양말, 와이셔츠, 바지 등을 준비해주었다.), 어머니와도 3일 후에 돌아오겠다고 했지만 영영 헤어지고 말았다. 한국전쟁 기간 동안 인민군 전사가 부상했는데, 마취약이 없어 외과 수술을 받는 동안에 고통을 받다 죽음, 늠름한 어른이었고, 인민군 장교였던 삼촌이 부상하여 군 병원에서 치료를 받다 죽음, 국군에 입대했을 때 동족을 죽일 수 없다는 평화주의 양심 때문에 갈등하는 모습을 민간인일 때 입던 옷을 벗고, 하얀 사각팬티(독불장군에서도 벌거벗은 채 총살당하거나 생체실험을 당하여 죽는 연기를 한 배우(양민 1, 사내 등)들이 하얀 사각 팬티만 입고 있는 것을 보면, 흰 사각 팬티가 당시 속옷 디자인이었던 것 같다.)만 입은 병들에게 군복이 지급되었는데, 다른 병시들은 겨울에 벌거벗었기 때문에 자신들에게 지급한 군복을 서둘러 입어 추위를 면하는데, 동규는 가만 있는 장면, 기독교 평화주의 신념이나 비종교적 평화주의자들처럼 손에 무기를 들 수 없다는 양심적 병역거부를 하여 군과 갈등을 겪는 장면으로써 전쟁의 비참함과 전쟁에 반대하는 평화주의 양심과 전쟁을 강요받는 현실 사이에서의 청년의 갈등을 묘사하고 있다.

### 미국 이민
미국에 부인 김영자 여사와 함께 건너간 동규는 서툰 영어 등으로 힘들었지만, 영어에 서툰 동규를 위해 천천히 말하는 환자의 배려로써 병원 생활에 적응한다. 자리를 잡은 동규는 북한에 건너가서 엄마를 뵙고 싶었지만, 누님만 살아 계시고 엄마는 별세한 뒤였다. 한국 전쟁이라는 역사의 비극을 말하는 장면.

## 등장 인물
- 김정훈 → 정욱 : 정동규 역
- 이재석 → 유동근 : 이준기 역
- 김청 : 김경순 역
- 이상아 → 안은숙 : 김영자 역
- 박혜숙 : 동규의 어머니 역
- 이상숙 : 동규의 큰 누나 역
- 강영아 : 동규의 작은 누나 역
- 현석 : 동규의 아버지 역
- 오승룡 : 김영자의 아버지 역
- 장승화
- 김지민 : 유년 정동규 역
- 이운우 : 박석련 교수 역
- 백인철 : 동규의 친구 역
- 김흥기
- 김희라 : 동규의 군 동기 역
- 오대규 : 이 하사 역
- 장기용
- 이윤정
- 변희봉
- 정동환
- 강민석
- 김영인
- 연운경 : 미세스 강 역
- 이종만
- 박영목
- 장미자
- 김영옥
- 이치우
- 김봉근
- 맹호림 : 정동규의 외삼촌 역
- 홍영자
- 박해상
- 유병한
- 이한나
- 김형일
- 이원발
- 손영춘
- 조현숙 : 전혜진 역
- 김일란
- 서영애
- 노영화
- 장정희 : 정동규의 고모 역
- 나한일
- 안대용 : 병원장 역
- 조정국 : 정동규의 후임병 역
- 박웅 : 의학과 교수 역
- 서상익 : 영어과 교수 역
- 이영재
- 이배국 : 의사들 역
- 김하균 : 의사들 역
- 김미수
- 서창호
- 박희진
- 정동남 : 국밥집 손님 역
- 김지선
- 김훈
- 정요숙
- 신주영
- 김다혜
- 김현아
- 전부미
- 황민 : 북한군 역
- 이한위 : 북한군 역(16회)
- 김덕현
- 기정수
- 윤초희
- 임창정 : 북한군 병사 역
- 김자영
- 김은정
- 최성희
- 김정균(논크레딧)

## 참고 사항
- 객담 수준의 홈코미디-통속멜로물 일색으로 꾸며져 사회성을 잃어갔다는 혹평이 있었다.[2]